# Вавілонський Ігор Володимирович
І́гор Володи́мирович Вавіло́нський — старший прапорщик Міністерства внутрішніх справ України.

## Нагороди
21 серпня 2014 року — за особисту мужність і героїзм, виявлені у захисті державного суверенітету та територіальної цілісності України, вірність військовій присязі під час російсько-української війни, відзначений — нагороджений орденом Данила Галицького.